# Egyedi határozat
Az egyedi határozat (latinul decretum singulare) olyan  egyházjogi közigazgatási intézkedés, amellyel az illetékes végrehajtó hatóság a jog szerint egyedi esetre hoz olyan döntést vagy intézkedést, amely természeténél fogva nem feltételezi, hogy valaki előzetesen kérje.  Az egyedi határozat egyik formája az egyedi parancs, amelyet írásban kell kiadni, de ez nem az érvényesség feltétele, sőt olykor a szóbeli forma is megengedett lehet. Amennyiben az egyedi parancs egy jogvitát dönt el (pl. büntetést szab ki), akkor legalább röviden indokolni kell.